# 小行星9743
小行星9743（英語：9743 Tohru）是一颗围绕太阳公转的小行星。1988年4月8日，埃莉諾·赫琳在帕洛马山发现了此天体。
这颗小行星的绝对星等为126.91266等。